# Zona d'interès (Auschwitz)
|  | Aquest article tracta sobre l'àrea restringida del complex del camp de concentració d'Auschwitz. Si cerqueu altres significats, vegeu «La zona d'interès». |

Interessengebiet del camp de concentració d'Auschwitz (uns 40 km²)

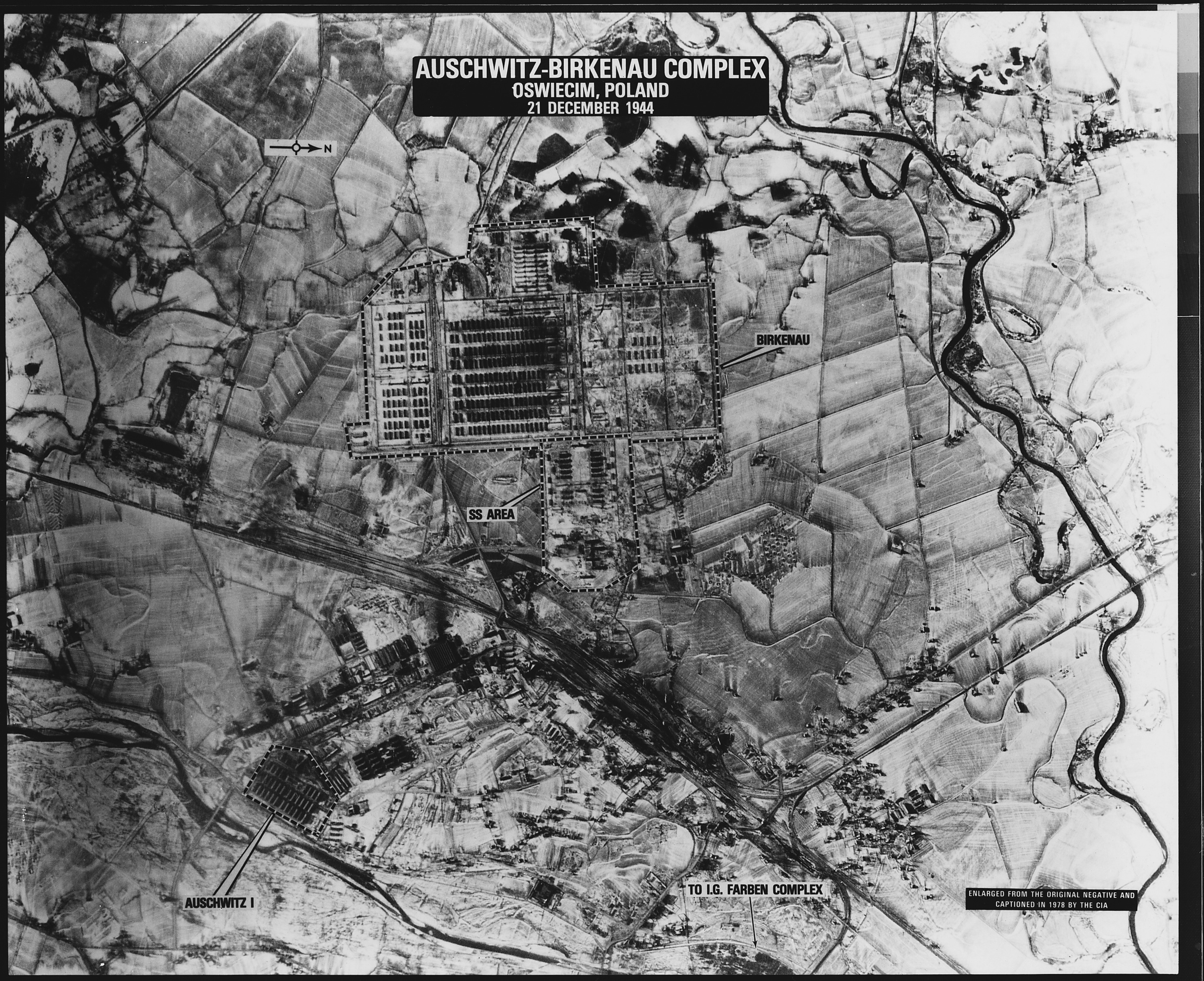
Fotografia aèria d'una part de l'àrea d'interès de les Forces Aèries de l'Exèrcit dels Estats Units, 21 de desembre de 1944.

La Zona d'interès (en alemany: Interessengebiet) va ser una àrea restringida per les Schutzstaffel al complex del camp de concentració d'Auschwitz a la Polònia ocupada pels nazis durant la Segona Guerra Mundial. En aquesta zona, que estava protegida del món exterior, es va construir el major complex de camps de concentració i extermini de l'Alemanya nazi. Geogràficament estava situada al sud de la confluència dels rius Soła i Vístula, prop de la ciutat de Oświęcim (en alemany: Auschwitz), i estava parcialment limitada per aquests. El camp de concentració d'Auschwitz, el camp d'extermini d'Auschwitz-Birkenau, els tallers, les empreses de la SS, així com les operacions agrícoles d'Auschwitz i els seus subcamps associats es trobaven en la zona d'interès, que finalment va tenir aproximadament 40 quilòmetres quadrats de grandària. La regió va existir oficialment des de finals de maig de 1941 fins que va ser alliberada per l'Exèrcit Roig a la fi de gener de 1945, i des de juny de 1943 com a districte administratiu independent.

## Situació
Com la població dels territoris polonesos annexats rebia un tracte diferenciat, els nacionalsocialistes van crear l'any 1940 una frontera policial que requeria permís per a creuar-la. El recorregut d'aquesta frontera corresponia, en gran manera, a la línia existent fins al començament de la guerra, però es desviava d'ella a l'Alta Silèsia, en el sentit que també es va traslladar l'anterior voivodat de Silèsia i una zona adjacent més petita al costat del territori alemany abans de 1939, i no al que es trobava a l'est de la franja oriental, la població de la qual era vista i tractada com a inferior. El districte recentment delimitat de Bielitz, en el qual es trobava Auschwitz, va quedar dividit per la frontera, que estava definida de manera contradictòria en el Butlletí Jurídic del Reich.
El Reglament sobre la restricció de viatges amb parts (?) del Gran Reich alemany i amb el Govern General, (en alemany: Verordnung über die Beschränkung donis Reiseverkehrs mit Gebietsteilen (?) donis Großdeutschen Reichs und mit dem Generalgouvernement) de 20 de juliol de 1940, paràgraf 1, número b. només esmenta la inclusió de la ciutat de Biala, que estava entrellaçada amb Bielsko, de manera que, a més de Biala, l'anterior frontera oriental del voivodat autònom de Silèsia formava la frontera policial i la zona d'Auschwitz i Birkenau a l'est, a la qual només es podia accedir amb un “permís especial”, part de la zona es trobava el districte de Bielitz. A partir de l'1 de setembre de 1940, aquesta frontera policial va ser modificada mitjançant una "carta ràpida" ("Schnellbrief") de Reinhard Heydrich de tal manera que es va abolir la seva ruta al sud d'Auschwitz i en el seu lloc es va continuar separant la ciutat d'Auschwitz de la zona "lliure de vianants", que a l'est discorria al llarg del Vístula fins a la frontera del Govern General. Per contra, el Primer Reglament sobre l'aplicació del reglament sobre l'aplicació d'un impost de compensació social, que servia per a discriminar la fiscalitat a Polònia des del 10 d'agost de 1940, en el paràgraf 7 definia la “franja oriental”, subjecta a normes especials, establint una frontera al llarg del Soła, que també seguia la demarcació de la frontera en la zona de Bielitz en 1939, que havia format la frontera entre la part annexada de Polònia i el Govern General des del 9 d'octubre i es va mantenir com a frontera policial des del 20 de novembre de 1939, després que la frontera amb el Govern General es traslladés cap a l'est.
Independentment de les informacions contradictòries sobre la frontera, la zona d'interès del camp de concentració d'Auschwitz limitava tant amb la zona dins de la frontera policial (el districte de Pleß començava al nord del Vístula) com amb la franja oriental més enllà del Soła, que limitava amb la zona d'interès del camp de concentració a l'est. Segons els resultats de la recerca de Klaus von Münchhausen, la frontera policial que discorria per l'àrea de la ciutat d'Auschwitz al setembre de 1941 va deixar d'estar controlada i al maig de 1942, segons ordre dictada per Heydrich el 12 de maig, es va aixecar oficialment el seu control i poc després també es van retirar els cartells. No obstant això, aquest decret no estava destinat a fer-se públic.
Amb el decret de sancions sobre passaports del 27 de maig de 1942, anunciat uns dies després al Reichsgesetzblatt, es va tornar a regular la responsabilitat penal per travessar les fronteres, però el decret sobre restriccions als viatges emès el 1940 només es va modificar en el paràgraf 2, de manera que l'apartat 1, que determina la frontera consagrada a Biala, va seguir en vigor. La zona d'interès del camp de concentració es trobava entre aquesta frontera occidental a Biala, que oficialment no es podia creuar sense un "permís especial", i la frontera oriental a Soła, que en realitat limitava la "franja oriental", però no va ser ni marcada ni controlada des de maig de 1942, i s'hi trobava l'estació de tren i la localitat d'Auschwitz.

## Establiment de la zona d'interès
Unes setmanes després que s'establís el camp principal, el SS- und Polizeiführer Erich von dem Bach-Zelewski, responsable de la zona, va ordenar l'expulsió de la població local després de la primera fugida reeixida d'un presoner polonès al juliol de 1940. La població polonesa hauria de ser reubicada fora dels voltants del camp en un radi de cinc quilòmetres per a impossibilitar les fugides i evitar l'ajuda per a fugir. Primer, els residents de la ciutat de Zasole van haver d'abandonar les seves cases, que després van ser utilitzades pels líders del camp de les SS i les seves famílies.
A principis dels anys 1940-1941, “el lloc de construcció del camp a Auschwitz era tan gran que en el primer pla general de desenvolupament va caldre distingir entre camp de custòdia protectora, pati industrial, tallers, zona de casernes, camp de gestió de tropes, camp de les SS, assentament i agricultura”. L'1 de març de 1941, després de la inspecció del camp per part del Reichsführer-SS Heinrich Himmler, també va ordenar la creació de granges agrícoles i ramaderes als voltants del camp de concentració d'Auschwitz. Entre el març i l'abril de 1941, arran d'aquesta decisió, els residents polonesos dels pobles de Babice, Budy, Rajsko, Brzezinka (en alemany: Birkenau), Broszkowice, Pławy i Harmęże i van ser expulsats i van haver d'abandonar el seu lloc de residència, deixant enrere les seves pertinences. Només els polonesos, que els ocupants alemanys necessitaven com a treballadors qualificats en el lloc, es van salvar d'aquesta mesura. La majoria dels edificis buits van ser demolits pels presoners dels camps de concentració per a crear espai per al complex del camp en expansió.
Al març de 1941, Himmler també va decidir construir un segon camp a Birkenau, a tres quilòmetres del camp principal, que, com a camp d'extermini més gran del Reich nacionalsocialista alemany, es va convertir en el lloc central de l'Holocaust. La Direcció de Noves Obres de les SS ja havia planificat una àrea d'interès per a l'ampliació del complex de camps en constant expansió. El 31 de maig de 1941, l'àrea restringida va ser declarada oficialment àrea d'interès per a KL Auschwitz. El camp de concentració d'Auschwitz-Monowitz, construït posteriorment, i la fàbrica IG Farben Buna no es trobaven en la zona d'interès de les SS, sinó a l'est de la ciutat d'Auschwitz.
La zona del campament estava, segons les autoritats “envoltada de senyals d'advertiment, murs de formigó, torres de vigilància i dobles fileres de filats electrificats que s'il·luminaven a la nit”. Els membres de les companyies de guàrdia van formar una petita cadena de guàrdia (kleine Postenkette) a les torres de vigilància, formant un anell de guàrdia al voltant de la tanca electrificada del camp principal i de Birkenau. La gran cadena de guàrdia (grosse Postenkette) era un extens anell de vigilància de torres de vigilància tripulades al voltant de tots dos camps. Homes de les SS també patrullaven la zona d'interès.

## Conflicte per la demarcació territorial
La constant ampliació del camp va provocar conflictes d'interessos entre les SS i les autoritats civils i les oficines del partit a la ciutat d'Auschwitz, ja que la localitat anava a convertir-se en una "ciutat model alemanya". No obstant això, aquestes disputes es referien exclusivament a qüestions de demarcació entre l'àrea d'interès de les SS i la ciutat, així com a projectes de construcció controvertits. Des de finals de setembre de 1942, seguint instruccions de Himmler, representants de l'Oficina Principal Econòmica i Administrativa de les SS, membres de les SS del camp, representants d'IG Farben i funcionaris de l'administració civil es van reunir durant gairebé un any a l'anomenada Casa de les Waffen-SS (Haus der Waffen-SS), enfront de l'estació de tren d'Auschwitz, sobre aquestes qüestions. Mentrestant, al gener de 1943, representants de les autoritats civils van demanar que la zona d'interès de les SS, inclosos els camps, fos reubicat per raons de “disseny paisatgístic”.

## Amtsbezirk(districte)
Finalment, al juny de 1943, es van determinar els límits de l'àrea d'interès de les SS, que cobria una àrea de 40 quilòmetres quadrats. A partir d'aquell moment, la zona va passar a ser una unitat administrativa independent de les autoritats civils i va romandre com un districte administratiu independent subjecte únicament a les SS.
El cap del districte va ser el comandant del camp principal, que també va ser el cap de les SS a Auschwitz i, com a comissionat oficial, també va exercir les tasques de l'administració civil; aquests van ser Rudolf Höss, Arthur Liebehenschel i finalment Richard Baer.
El gener de 1943, l'oficina de registre del camp responsable de l'àrea d'interès de les SS (oficina de registre d'Auschwitz II) formalment es va independitzar després que, anteriorment, hi hagués hagut disputes sobre la responsabilitat amb les oficines de registre d'Auschwitz i Bielitz.